# Арм, Эллисон Эшли
Э́ллисон Э́шли Арм (англ. Allisyn Ashley Arm; род. 25 апреля 1996, Глендейл, Калифорния, США) — американская актриса, комедиантка и певица. Наиболее известна ролью Зоры Ланкастер из телесериалов «Дайте Санни шанс» (2009—2011) и «Как попало!» (2011—2012). В 2010 году за эту роль Арм была номинирована на премию «Молодой актёр» в номинации «Лучшее исполнение в телесериале (комедия или драма) — лучшая юная актриса второго плана».

## Личная жизнь
В декабре 2014 года начала встречаться с актёром Диланом Райли Снайдером. 1 января 2019 года пара обручилась, а 19 сентября того же года они поженились.

## Избранная фильмография
| Год       |   | Русское название  | Оригинальное название | Роль              |
| --------- | - | ----------------- | --------------------- | ----------------- |
| 2002      | с | Сильное лекарство | Strong Medicine       | Венди Уизерс      |
| 2003      | с | Друзья            | Friends               | Лесли Буффе       |
| 2003      | с | Справедливая Эми  | Judging Amy           | Молли Мэддокс     |
| 2008      | ф | Знакомьтесь: Дэйв | Meet Dave             | тормозная девочка |
| 2009—2011 | с | Дайте Санни шанс  | Sonny with a Chance   | Зора Ланкастер    |
| 2011—2012 | с | Как попало!       | So Random!            | Зора Ланкастер    |